# Tiberianus
Tiberianus – rzymski polityk żyjącym w II wieku. Pochodził z patrycjuszowskiego rodu.
Bizantyjski historyk Johannes Malalas pisał, że Tiberianus był namiestnikiem (ἡγεμών) Judei (Chron. XI 356), gdy Hadrian zatrzymał się w Antiochii (114). Podobną uwagę można znaleźć u Johannesa Antiochenusa (Jana z Antiochii) (In Müller, „Fragmenta Historicorum Græcorum,” iv. 580, No. 111) i w Księdze Suda, s.v. Τραἴανός.